# Jacques Sagot
Jacques Sagot Martino (San José, 15 de septiembre de 1962) es un pianista, escritor, cuentista, columnista y ex diplomático costarricense. Galardonado con el Premio Nacional Joaquín García Monge, entre otros reconocimientos.

## Carrera artística
Sagot se gradúa en el año 2000 de la Rice University con un doctorado en artes musicales mediante una tesis basada en la obra del pianista
Sagotoltan Kodaly; adicionalmente,  posee también un doctorado en estudios culturales franceses del mismo centro de educación superior. Obtuvo el Premio Nacional de Música de Costa Rica en 1996, el Premio Nacional de Literatura en 2001 y de nuevo el Premio Nacional de Música en 2009, año en que también recibe el Premio Nacional Joaquín García Monge. 
Internacionalmente ha sido acreedor al Premio Herbert Russalem de interpretación pianística en 1990, Premio al mejor intérprete de la Universidad Estatal de Arizona en 1991 y Premio Ferguson al mejor estudiante en Rice.
Sagot ha dado conciertos en Norteamérica y Sudamérica, Europa y Japón, incluyendo recitales en el Centro John F. Kennedy para las Artes Escénicas y la Sala de las Américas. Además se ha desempeñado como productor de programas televisivos y radiofónicos culturales. Declarado por el gobierno de Francia Caballero de la Orden de las Artes y las Letras.
Como escritor ha sido autor de; Cuentos mágicos y góticos (1998), Cuentos de Plenilunio (2001) que ganó el Premio Nacional de Cuento, Ella (2003), Pensamiento en forja I y II (2003), Las muertes que muero (2005), Siempre Ella (2008), El gozo de la música (2009),  Lo que amo (2013) y Viviana Gallardo fue mi amiga (2020), así como a menudo escribe artículos en diarios nacionales.